# (17744) Jodiefoster
(17744) Jodiefoster ist ein Asteroid des Hauptgürtels, der am 18. Januar 1998 vom ODAS entdeckt wurde.
Er erhielt seinen Namen zu Ehren der Schauspielerin Jodie Foster.